# Louveterie

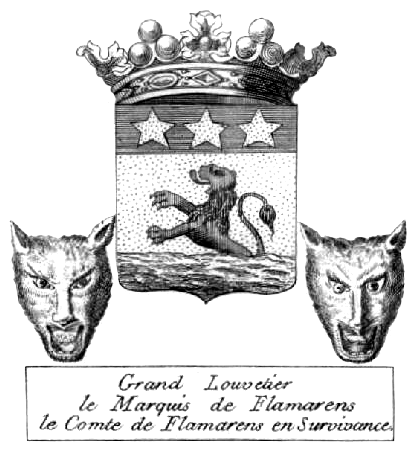
Armes du grand louvetier, le marquis de Flamarens, le comte de Flamarens en survivance.

En France, la louveterie est une institution créée par Charlemagne par le capitulaire De Villis en 813, avec l'objectif de procéder à la destruction systématique et organisée des loups.

## Définition
Selon un dictionnaire du XVIIIe siècle, le mot louveterie désignait « L'équipage pour la chasse du loup » et le « lieu deſtiné dans quelques maiſons royales pour loger l'équipage dont on vient de parler » et le louvier ou louvetier était le nom donné à l'« officier qui commande l'équipage pour la chaſſe du loup ».
Le dictionnaire précise : « Il y avoit autrefois des louvetiers entretenus dans toutes les forêts , & il en reſte encore en beaucoup d'endroits. Le grand Louvetier a deux têtes de loup au-deſſus de l'écu de ſes armes : ce fut François Ier qui en créa la charge en 1520. Le grand Louvetier prête ſerment entre les mains du Roi, les autres Officiers de la louveterie le prêtent entre ſes mains. Le ravage que cauſa dans les Provinces la grande multiplication de loups occaſionnée par la dépopulation qui ſuivit les incurſions des barbares dans les Gaules, attirèrent l'attention du Gouvernement : il y eut des lois faites à ce ſujet. Il fait ordonné par celles des Bourguignons & par les capitulaires de nos Rois, d'avertir les ſeigneurs du nombre de loups que chacun aura tués, d'en présenter les peaux au Roi y de chercher & de prendre les louveteaux au mois de Mai ; & aux Vicaires ou Lieutenans des Gouverneurs, d'avoir chacun deux louvetiers dans leur diſtrict : on propoſa des prix à ceux qui prendraient des loups. On finit par établir des louvetiers dans chaque forêt, & par créer un grand louvetier auquel les autres feroient ſubordonnés. Les places de louvetiers en chaque Province n'étoient que des commiſſions, lorſque François I les mit en titre d'office, & au-deſſus de ces Officiers, celui de grand Louvetier de France. On attribua d'abord aux louvetiers deux deniers par loup & trois deniers par louve , ſalaire qui dans la ſuite fut porté à quatre deniers par louve , & qui dut être payé par chaque feu de village, à deux lieues à la ronde du lieu où l'animal avoit été pris. Les habitans de la Banlieue de Paris en furent & ont continué d'en être exempts »

## Histoire
François Ier officialise cette administration qui est dirigée par un Grand Louvetier assisté d'officiers (lieutenants de louveterie) et sergents de Louveterie. Ces chasseurs spécialisés, appelés luparii puis louvetier, étaient exemptés des devoirs militaires par l’État et les communautés rurales ou les seigneurs leur versaient des primes pour chaque loup tué ou capturé lors de battues ou par des pièges. De nombreux abus commis par ces officiers et sergents de Louveterie sur le versement de ces primes entraînent l'élaboration de divers règlements mais conduisent finalement à la disparition de cette institution par ordonnance royale du 9 août 1787, sous prétexte d'économie.
Cependant dix ans plus tard, la loi du 19 pluviôse an V (7 février 1797) est le prélude du rétablissement de la louveterie (Napoléon Ier rétablit le service en 1804) et de la fixation de la législation actuelle. Le lieutenant de louveterie était choisi parmi les hommes les plus aptes à capturer les loups.
Le corps des lieutenants de louveterie existe toujours, mais ses missions ont été modifiées en 1971 par la loi française. La louveterie est aujourd’hui chargée de veiller à la régulation des espèces susceptibles d'occasionner des dégâts et au maintien de l’équilibre de la faune sauvage.